# Statek badawczy

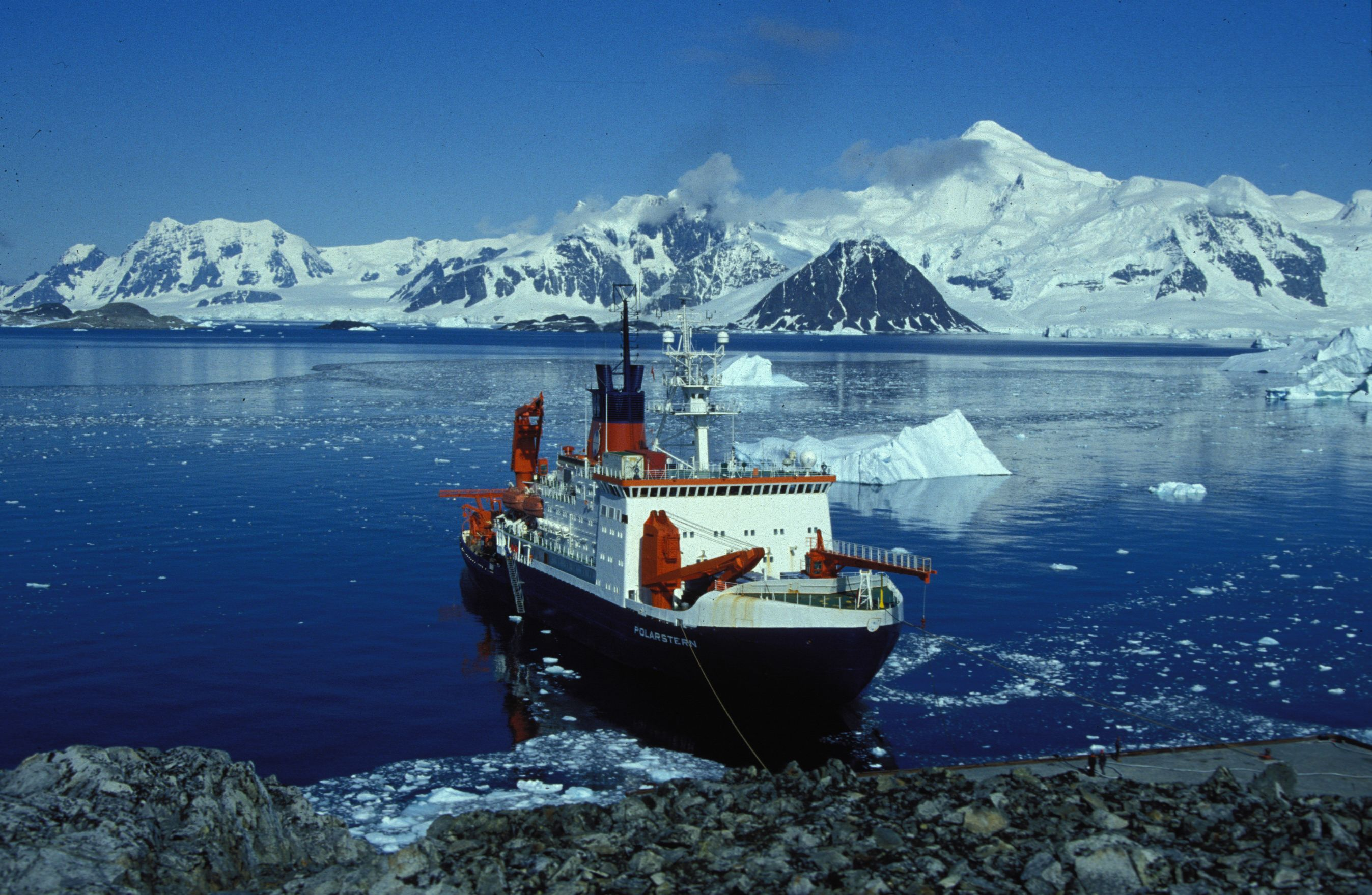
Niemiecki statek badawczy Polarstern na Antarktyce

Statek badawczy – jednostka pływająca, której podstawowym zadaniem jest prowadzenie badań na morzu. Badania te mogą być prowadzone na potrzeby nauki, ale także dla podmiotów komercyjnych, np. przedsiębiorstw wydobywczych czy rybackich. W międzynarodowej terminologii żeglugowej statki badawcze określa się skrótem RV, z jęz. angielskiego research vessel.
Spotykaną praktyką jest realizowanie zadań statków badawczych przez okręty hydrograficzne.

## Słynne statki badawcze
- HMS Beagle
- HMS Challenger
- Glomar Challenger

## Statki badawcze w Polsce

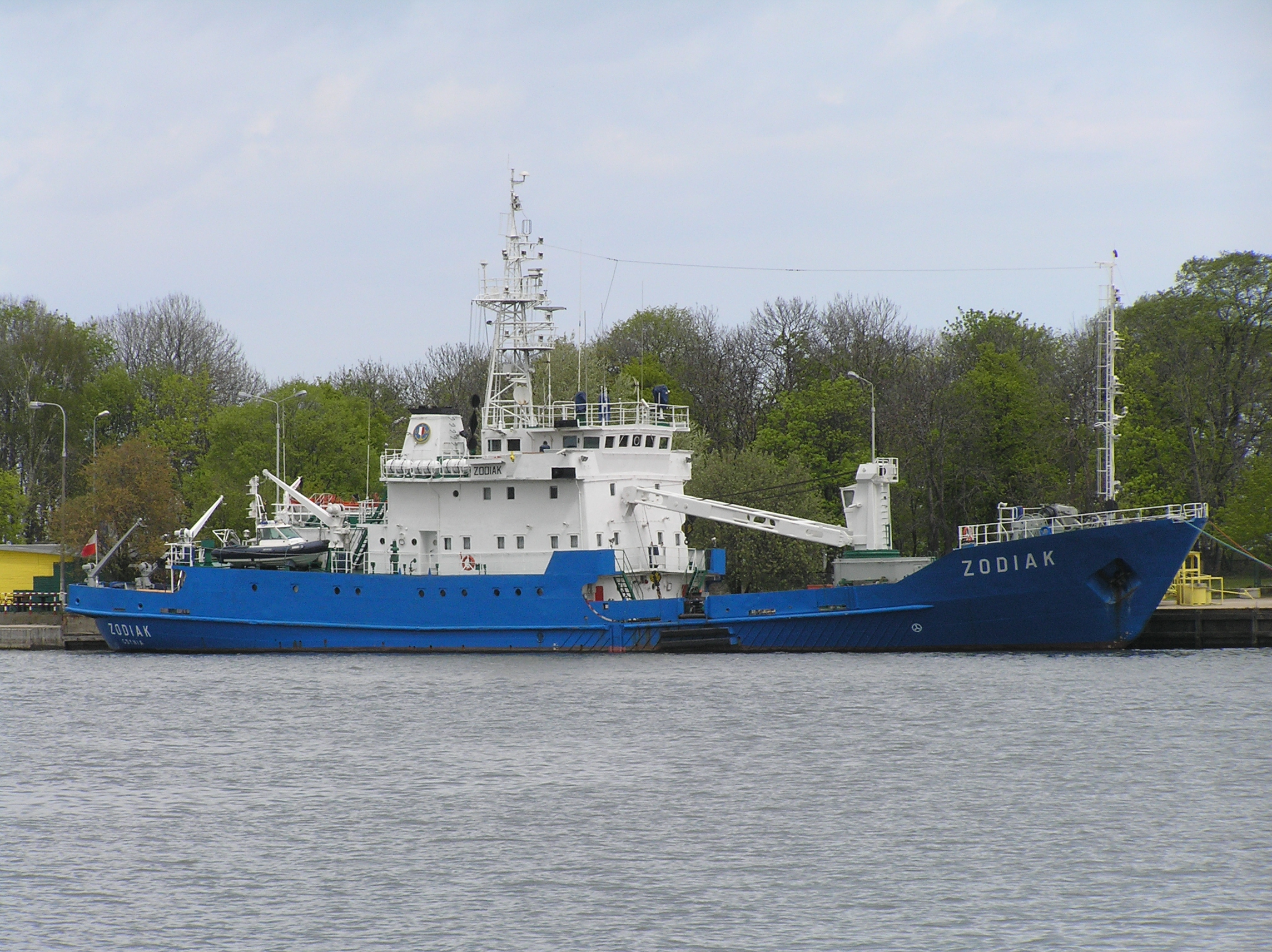
SV Zodiak

| Imię statku           | Zdjęcie | Uwagi              | Właściciel / najemca                         |
| --------------------- | ------- | ------------------ | -------------------------------------------- |
| Amber Agatha          |         |                    | Amber Offshore                               |
| Amber Cecilia         |         |                    | Amber Offshore                               |
| RV Ewa                |         | wycofany ze służby |                                              |
| RV Birkut             |         | wycofany ze służby |                                              |
| RV Wieczno            |         | wycofany ze służby |                                              |
| RV Hydromet           |         | wycofany ze służby |                                              |
| RV Doktor Lubecki     |         | wycofany ze służby |                                              |
| RV Profesor Siedlecki |         | wycofany ze służby |                                              |
| RV Profesor Bogucki   |         | wycofany ze służby |                                              |
| RV IMOR               |         |                    | Instytut Morski w Gdańsku                    |
| RV Skowronek          |         |                    |                                              |
| RV Oceania            |         |                    | Instytutu Oceanologii Polskiej Akademii Nauk |
| RV St. Barbara        |         |                    | Petrobaltic                                  |
| RV Baltica            |         |                    | Morski Instytut Rybacki                      |
| RV Kaszubski Brzeg    |         |                    | Narodowe Muzeum Morskie                      |
| RV Oceanograf 2       |         |                    | Uniwersytet Gdański                          |
| RV Oceanograf         |         |                    | Uniwersytet Gdański                          |
| SY Photon             |         |                    | Politechnika Gdańska                         |
| RV Pomorzanin         |         | wycofany ze służby |                                              |
| MS Nawigator XXI      |         | szkolno-badawczy   | Akademia Morska w Szczecinie                 |
| MS Horyzont II        |         | szkolno-badawczy   | Uniwersytet Morski w Gdyni                   |

### Okręty i statki hydrograficzne
- ORP Pomorzanin (1920)
- ORP Pomorzanin (1931)
- ORP Kopernik
- ORP Arctowski
- ORP Heweliusz
- SV Planeta
- SV Zodiak